# Szczep Rogate Serce

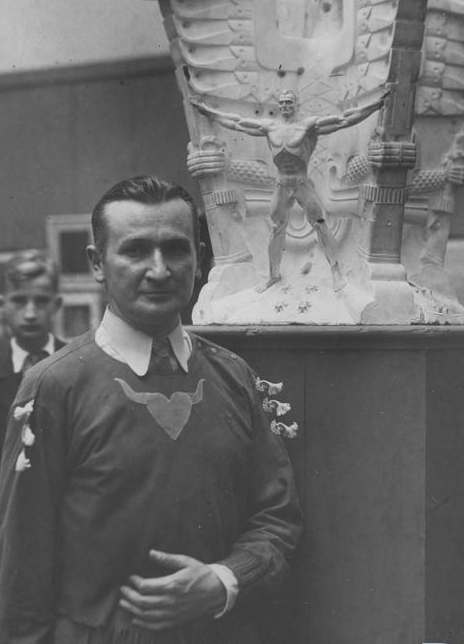
Stanisław Szukalski podczas wernisażu w Krakowie w 1936 z naszytym na piersiach symbolem rogatego serca.

Szczep Rogate Serce, właśc. Szczep Szuklaszczyków herbu Rogate Serce – grupa artystyczna założona w 1929 przez polskiego rzeźbiarza Stanisława Szukalskiego, skupiająca plastyków poszukujących inspiracji w nacjonalizmie i kulturze dawnej słowiańszczyzny.

## Historia
Szczepowym zawołaniem grupy było hasło „Miłować, walczyć”. Wczesną wiosną 1930 grupa została oficjalnie zarejestrowana jako Szczep Szuklaszczyków herbu Rogate Serce. Działała do 1936, organizując liczne wystawy na terenie całej Polski – publikując artykuły w pismach krajowych, wydając pocztówki z reprodukcjami swoich prac, oraz własny organ prasowy, pismo „Krak”. Członkowie Szczepu przybierali pseudonimy artystyczne o brzmieniu słowiańskim. Szczep Rogate Serce wytworzył swoistą ideologię łączącą kult młodości i czynu, antyklerykalizm o neopogańskiej tendencji i wszechsłowiański biologiczny nacjonalizm z tendencjami profaszystowskimi. Działalność Szczepu wywarła także wyraźny wpływ na artystów formalnie niebędących jego członkami, np. rzeźbiarza i medaliera Józefa Gosławskiego.

## Członkowie
- Stanisław Szukalski – „Stach z Warty”
- Marian Konarski – „Marzyn z Krzeszowic” – szczepowy od 1931 r.
- Norbert Strassberg
- Wacław Boratyński – „Pracowit z Ryglic” – szczepowy od 1931 r.
- Antoni Bryndza – „Ziemitrud z Kalwarii”
- Franciszek Frączek – „Słońcesław z Żołyni”
- Czesław Kiełbiński – „Cieszek z Zamościa”
- Jerzy Baranowski – „Ładomir z Krakowa”
- Stanisław Gliwa – „Kurhanin ze Słociny”
- Stefan Żechowski – „Ziemin z Książa”
- Edward Biszorski – „Trudzin z Rudy”
- Władysław Sowicki – „Władysław z Bieżanowa”
- Mieczysław Stobierski – „Mieczysław z Miechowa”
- Michał Stańko – „Michał z Sosnowca”
- Stanisław Karwowski – „Stanisław z Niedźwiedzia”

Po 1932 roku przybyli nowi członkowie Szczepu:
- Michał Gawlak – „Michał z Krakowa”
- Eugeniusz Hanzel – „z Zakopanego”
- Jerzy Kowalski – „z Sandomierza”
- Zygmunt Kowalski – „z Sosnowca”
- Roman Pietrzak – „z Krakowa”
- Stanisław Stanowski – „z Sambora”
- Fryderyk Śmieszek – „Szczepowit z Krakowa”
- Antoni Ślusarek – „Krasowit z Lednicy”
- Andrzej Wylotek – „Anidrżej z Parczewa”